# 惠灵铁路灾难
惠灵铁路灾难是1853年3月西弗吉尼亚州惠灵附近发生的火车脱轨事故。事故造成8至17人死亡，另有25至40人受伤。这起事故由钢轨品質引起，是巴尔的摩与俄亥俄铁路的首次致命事故。

## 背景
1853年1月，抵达西弗吉尼亚州惠灵的巴尔的摩与俄亥俄铁路正式通车，这是大西洋港口首次通过铁路与俄亥俄河谷相连。阿巴拉契亚山脉的阻隔使铁路修建变得更加困难，但铁路一旦建成，即可开启穿越山区的铁路旅行。
已完工的铁路包括一座横跨齐特河的铁路桥；这座桥有一个116英尺高的弯曲坡度，但在桥梁建造过程中，使用了松动的钉子来固定枕木。

## 事故
1853年3月27日下午3点左右，一列从惠灵出发，由兩輛蒸汽車牽引四节车厢（其中三节车厢满载乘客）的列车，正穿过齐特河上的桥梁。火车经过已经松动的枕木时，固定横梁的钉子脱落。火车脱轨，车厢从上百英尺高的路堤上坠落下来。
车厢从路堤上滚落时，车厢内的炉子松脱，滚烫的煤炭散落一地。当时的车厢是用木头制成的，木头很脆弱，一旦发生严重事故便会破碎和开裂；加上散落一地的煤引发了火灾，让已经身陷险境的乘客处境雪上加霜。
初步统计死亡人数为8人，但据信死亡人数可能高达17人。这是巴尔的摩与俄亥俄铁路发生的首次致命事故。